# Orlop

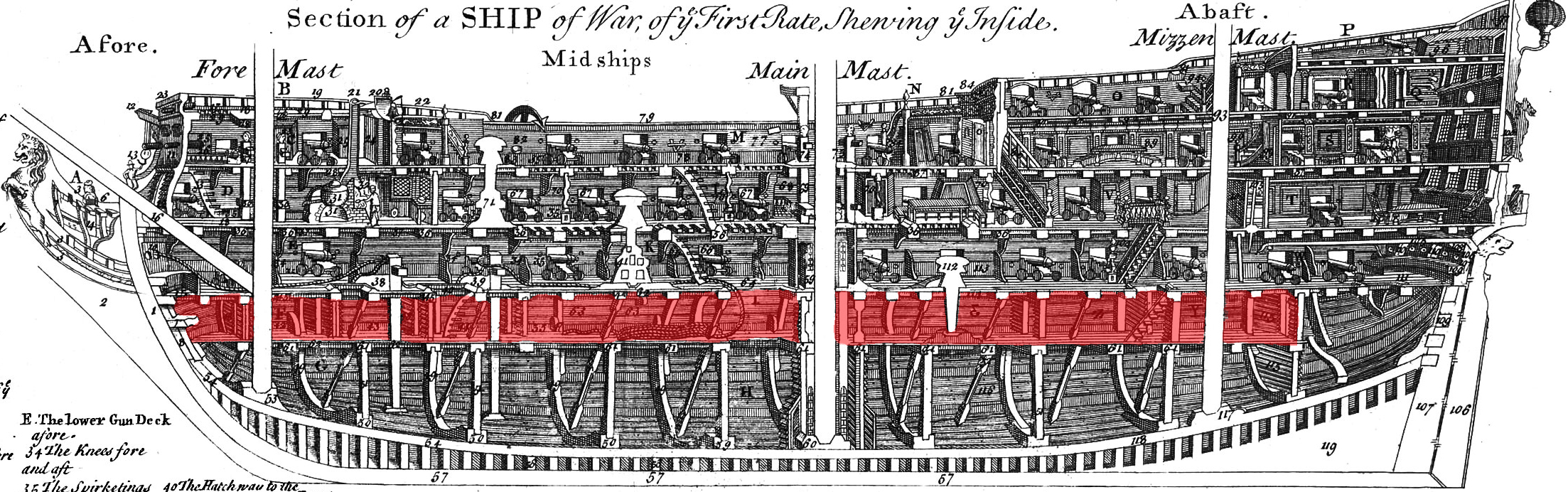
Das Orlop dieses Linienschiffs aus dem Jahr 1728 ist in der Grafik rot eingefärbt

Als Orlop oder auch Orlopdeck bezeichnet man das unterste Deck eines Schiffs. Im moderneren Sinn besonders bei Schiffen, die mit mindestens drei oder mehr Decks ausgestattet sind. Die Wortentstehung ist auf das späte Mittelalter zurückzuführen und soll sich vom niederländischen Wort overloop  für (hin)überlaufen oder ausbreiten ableiten.

## Begriffsverwendung

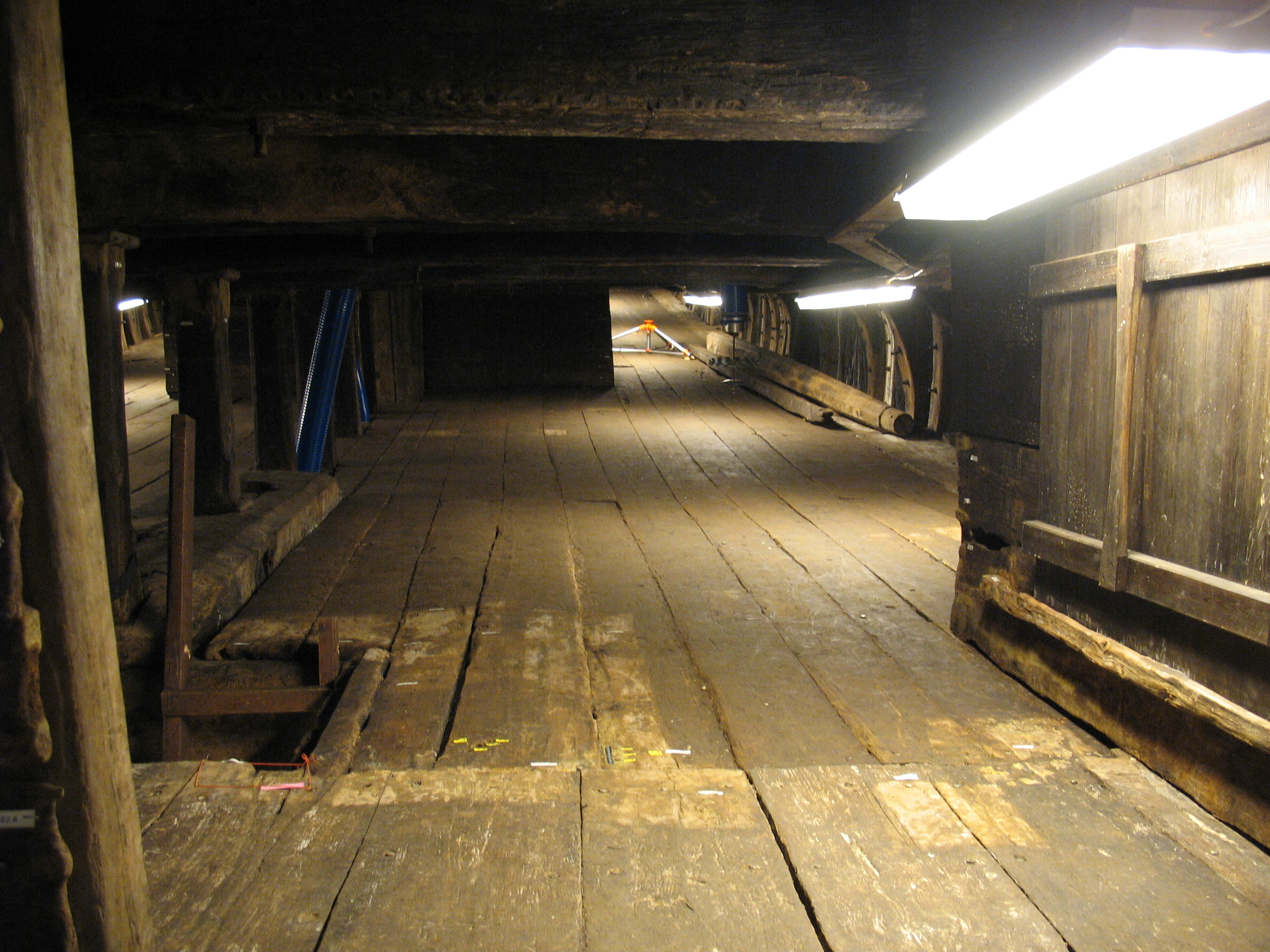
Orlop der Vasa von 1627

Bereits im 13. Jahrhundert sind große Handelssegler mit einem festen Deck urkundlich belegt. Dieses Deck wurde averlop oder overloop genannt. Im Verlauf des 17. und 18. Jahrhunderts veränderte sich die Höhe des Decks gegenüber der Wasserlinie. Bis dahin war es nicht nur das unterste Deck allgemein, sondern auch das unterste Batteriedeck. Darunter begann der so genannte Raum, der durch Bretterverschläge unterteilt sein konnte oder auch ein leichtes, nicht kalfatertes (und damit wasserdichtes) Deck (Kuhbrücke) haben konnte. Der Overlop konnte von einem Verdeck überdacht sein. Aus den Quellen geht nicht hervor, ob dieses Deck eine eigene Bezeichnung erhielt. Mit Verdeck ist auch allgemein ein Deck gemeint und meist finden sich in niederländischen Quellen lediglich beschreibende Aufzählungen der Decks. Im deutschen Sprachgebrauch des 17. Jahrhunderts ist ebenfalls eine Unterscheidung der Decks mit Namen nicht festzustellen. In Hamburg wurden 1685 alle Decks mit Overlop ("Averlop", "Überlauf") beschrieben. In Rödings Wörterbuch von 1798 wird Overlop mit Überlauf und allgemein als Deck übersetzt. Dagegen wird im selben Werk das englische Orlop mit Kuhbrücke unter dem untersten Deck übersetzt. Noch zum Beginn des 19. Jahrhunderts werden die einzelnen Decks nicht namentlich unterschieden, außer der Kuhbrücke.

## Verwendung
Das Orlopdeck war ein idealer Lagerplatz und gleichzeitig auch Aufenthaltsraum für Teile der Schiffsbesatzung. Da das Deck während Kampfhandlungen nicht geräumt oder umgebaut werden musste, waren hier platzierte Kabinen und Räume somit permanent und konnten sogar verschlossen werden.
Der Zahlmeister konnte  hier also seine wertvollen oder gefährlichen Sachen (Handfeuerwaffen), der Chirurg seine medizinischen Sachen (Medikamente, Instrumente) unterbringen, so dass sie vor unbefugtem Zugriff geschützt waren. Da das Deck unterhalb der Wasserlinie lag, war es während eines Gefechts einer der sichersten Orte an Bord. Aus diesem Grund hatte dann auch oft der Schiffsarzt bzw. Chirurg seine Werkstätte dort unten, da er hier unbeeinträchtigt von Kampfhandlungen seine Arbeit machen konnte und die Verwundeten zu ihm auf das Orlopdeck gebracht wurden.

## Heute

Längsschnitt durch ein modernes Schiff der Jetztzeit mit Decksbezeichnungen

Auch im heutigen Sprachgebrauch findet das Wort Orlop Anwendung und bezeichnet auf Schiffen der Jetztzeit das unterste Deck, sofern drei oder mehr Decks auf diesem Schiff vorhanden sind.